# Липпомано, Луиджи
Луиджи (Алоизио) Липпомано (итал. Luigi Lippomano, лат. Aloisius Lipomanus Lippomano; 1496, Венеция — 15 августа 1559, Рим) — итальянский религиозный деятель, католический епископ и агиограф.

## Биография
Внебрачный сын венецианского патриция Бартоло Липпомано, который обеспечил ему успешную церковную карьеру. Окончил университет в Падуе и поступил на службу при папском дворе в Риме. Вступил в орден театинцев.
В 1528 году сопровождал папу римского Климента VII в Орвието после разграбления Рима императорскими войсками Карла V.
В 1538 году стал епископом-коадъютором епархии Бергамо.
Сыграл значительную роль в работе Тридентского собора. Сторонник реформ Римской курии и контрреформации.
В 1548 заменил своего дядю Пьетро Липпомано на посту епископа Вероны (09.08.1548 — 20.07.1558).
С 1542 до 1544 года был апостольским нунцием в Португалии. Одновременно исполнял функции папского легата в Германии.
В январе 1555 года папа Юлий III назначил его первым апостольским нунцием в Польше (13 января 1555 — 22 сентября 1556). В Польше ему пришлось столкнуться с опасностью всеобщего спора по религиозным вопросам, и принимать меры по укреплению католичества в общественной жизни, прибегая к привлечению квалифицированных проповедников и надёжных учителей, запретить поступление из Германии лютеранских книг.
Из-за угроз в его адрес, в 1556 вернулся в Рим и был назначен епископом Бергамо. Исполнял обязанности до своей смерти в 1559 году.

## Творчество
Луиджи Липпомано — известный ареограф и автор ряда ценных сочинений по вопросам религии:
- Catenae in Genesin (1546)
- In Exodum (1550)
- Confirmazione e stabilimento di tutti li dogmi cattoliei … contro i novatori (1553)
- Confirmazione e stabilimento di tutti li dogmi cattolici (1553)
- Sanctorum priscorum vitae (1551—1558)